# Jakob-Kaiser-Platz (métro de Berlin)
Jakob-Kaiser-Platz est une station de la ligne 7 du métro de Berlin, dans le quartier de Charlottenbourg-Nord.

## Situation
La station se situe au nord de la place du même nom, le long de la Bundesautobahn 111. Elle est ainsi le point de départ de navettes pour l'aéroport de Tegel.
Jakob Kaiser fut ministre chargé des relations avec l'Allemagne de l'Est de 1947 à 1957.

## Histoire
Conçue sous le nom de "Charlottenbourg-Nord", un tunnel piétonnier est d'abord établi en 1967 pour passer sous la Bundesautobahn 111 et sert jusqu'à l'exploitation du métro en 1980. La construction du métro même entre Richard-Wagner-Platz et Rohrdamm commence en 1973. Comme les autres stations de cette section, la station qui a pris entre-temps le nom de Jakob-Kaiser-Platz ouvre le 1er octobre 1980.
Elle est créée comme les mêmes stations par Rainer G. Rümmler. Rümmler conçoit une longue plate-forme centrale de 110 mètres avec deux sorties à l'ouest et à l'est de la Bundesautobahn 100. La station ressemble à la station voisine de Halemweg.
La station est rénovée de 2013 à 2016 et adaptée pour les handicapés.

## Correspondances
La station de métro est en correspondance avec des stations d'omnibus de la Berliner Verkehrsbetriebe.